# ذوات المظهر المخيف
ذوات المظهر المخيف (الاسم العلمي: Deinopidae) والمعروفة أيضًا باسم عناكب شبكة الرمي، هي فصيلة عناكب من ذوات المنخل الدقيق التي وصفها كارل لودفيج كوخ لأول مرة عام 1850. وتتكون من عناكب ممدودة تشبه العصا وتلتقط فرائسها من خلال تمديد شبكة عبر أرجلها الأمامية قبل دفع نفسها للأمام. تتمتد هذه الشبكات غير العادية إلى ضعف أو ثلاثة أضعاف حجمها المرتخي، مما يؤدي إلى تشابك أي فريسة تلمسها. تتمتع عينها الوسطى الخلفية برؤية ليلية ممتازة ، مما يسمح لها برمي الشباك بدقة في ظروف الإضاءة المنخفضة. هذه العيون أكبر من العيون الأخرى، وفي بعض الأحيان تجعل هذه العناكب تبدو وكأنها تملك عينان فقط. العنكبوت ذو وجه الغول (ذو المظهر المخيف) هو أفضل جنس معروف في هذه الفصيلة.
تنتشر في المناطق الاستوائية في جميع أنحاء العالم من أستراليا إلى أفريقيا والأمريكتين.